# Émile Pessard

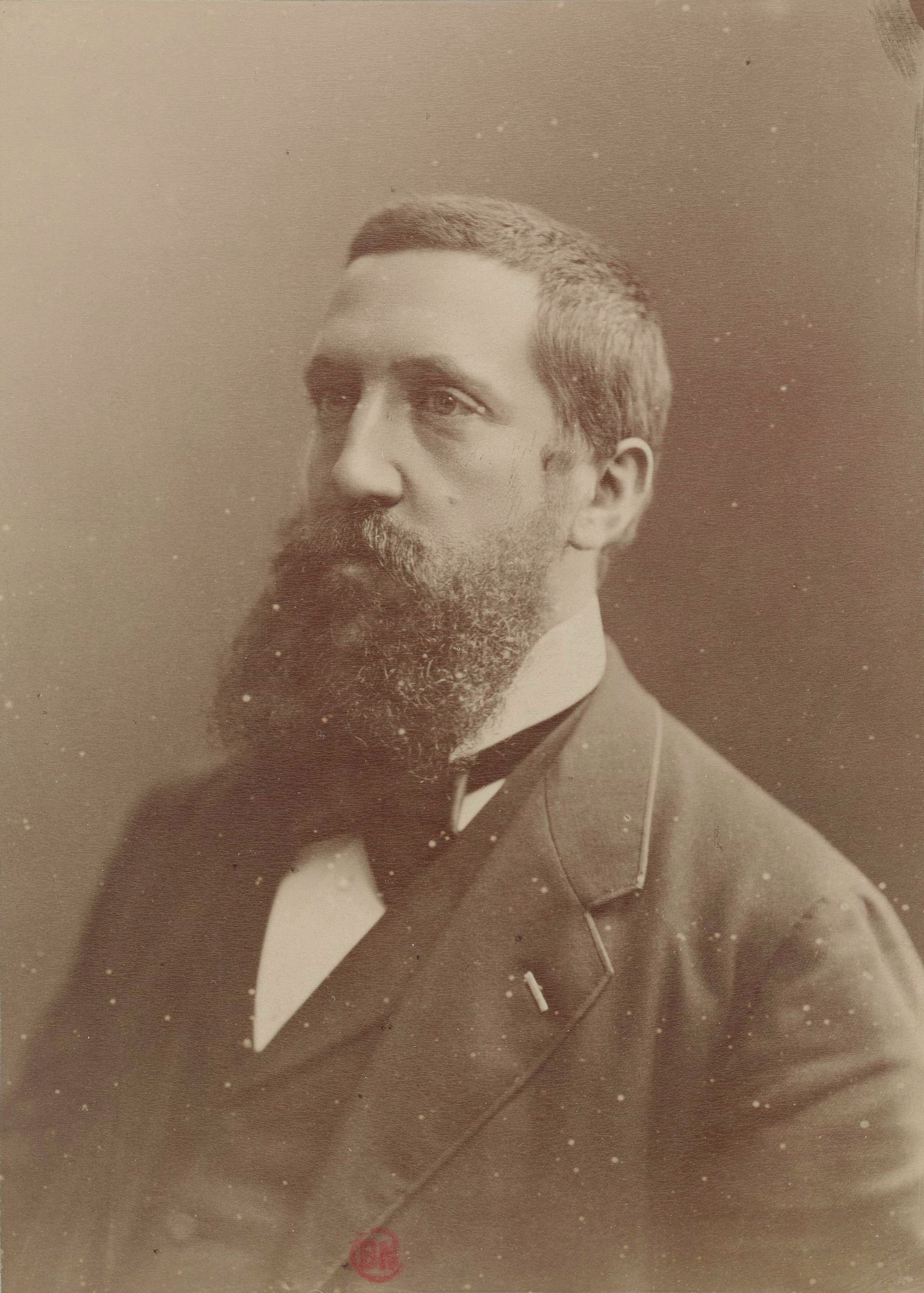
Émile Pessard

Émile-Louis-Fortuné Pessard (* 29. Mai 1843 in Paris; † 10. Februar 1917 ebenda) war ein französischer Komponist.

## Leben
Émile Pessard gehörte zu den ersten Schülern der von Louis Niedermeyer in Paris gegründeten Musikschule. Er hatte dort Unterricht in Harmonielehre bei Pierre-Louis Dietsch, Orgelunterricht bei Clément Loret und Kompositionsunterricht bei Niedermeyer. Danach studierte er am Pariser Konservatorium bei François Bazin und Michele Carafa. 1866 gewann er den Premier Grand Prix de Rome mit der Kantate Dalila, die im Folgejahr auch an der Pariser Oper aufgeführt wurde.
Nach dem mit dem Preis verbundenen Romaufenthalt ließ sich Pessard in Paris nieder, wo er als erfolgreicher Opernkomponist wirkte. Daneben komponierte er zahlreiche Lieder und Chorwerke, Kammermusik, Orchesterwerke und Kirchenmusik.
Außerdem war Pessard Inspektor für den Gesangsunterricht an den städtischen Schulen von Paris und seit 1881 Professor für Harmonielehre am Konservatorium. Hier unterrichtete er u. a. Maurice Ravel, Gustave Charpentier und Jacques Ibert.

## Werke

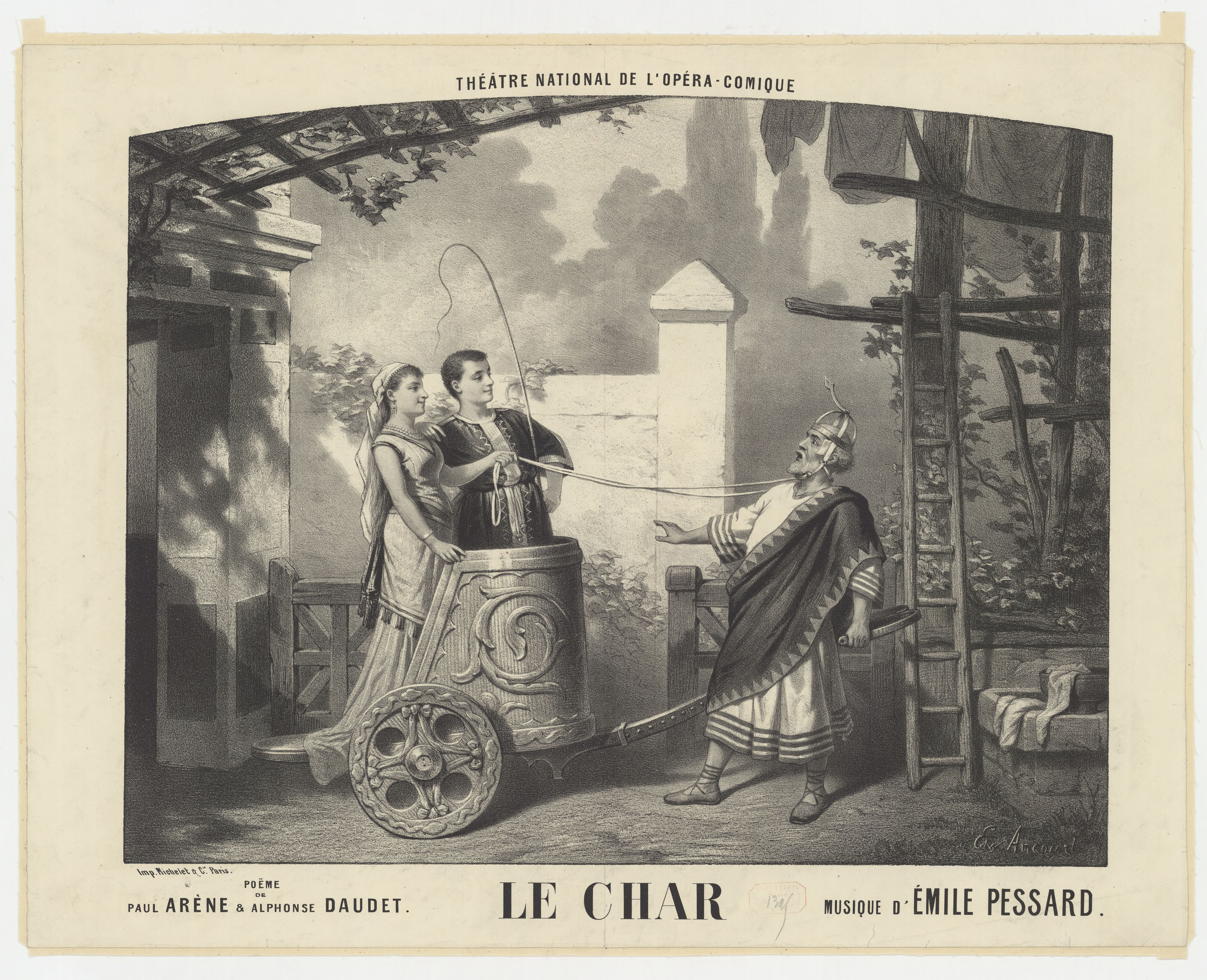
Le char, Plakat der Uraufführung, 1878

- La Cruche cassée, Oper in einem Akt, 1870
- Don Quichotte, Oper, 1874
- Le char, komische Oper in einem Akt, Libretto: Alphonse Daudet und Paul Arène, 1878
- Le Capitaine Fracasse, Oper nach dem Roman von Théophile Gautier, 1885
- Tartarin sur les Alpes, Oper, 1888
- Les Folies amoureuses, komische Oper, 1891
- Mam’zelle Carabin, komische Oper, 1893
- Une nuit de Noël, Oper, 1893
- L’Armée des vierges, Oper, 1902
- L’Epave, Oper, 1903
- Joyeusetés de bonne compagnie, Liedersammlung
- Ne la réveillons pas für dreistimmigen Chor
- J’ai dit mon cœur Lied nach Alfred de Musset
- Les yeux, Lied nach Sully Prudhomme
- Pourquoi grandir?, Lied nach Octave Pradels
- Prière de l’Enfant à son réveil, Lied nach Alphonse de Lamartine
- Roses de Noël, Lied nach Jules Tardieu
- Oh! quand je dors, Lied nach Victor Hugo
- Laissons le lit et le sommeil, Lied nach Jean Passerat
- Le spectre de la rose, Lied nach Théophile Gautier
- Suite d’orchestre,
- Pièces für großes Orchester
- Les Folies amoureuses für großes Orchester
- Petite Messe solennelle für zwei gleiche Stimmen und Orgel oder Harmonium
- Messe brève für eine Stimme
- Ave Maria mit Orgel, Violine und Cello
- Aubade pour instrument à vent, 1882
- Trio für Klavier und Streicher
- Valse tendre für Klavier und Flöte
- Andalouse für Flöte und Klavier